# Frans Spits

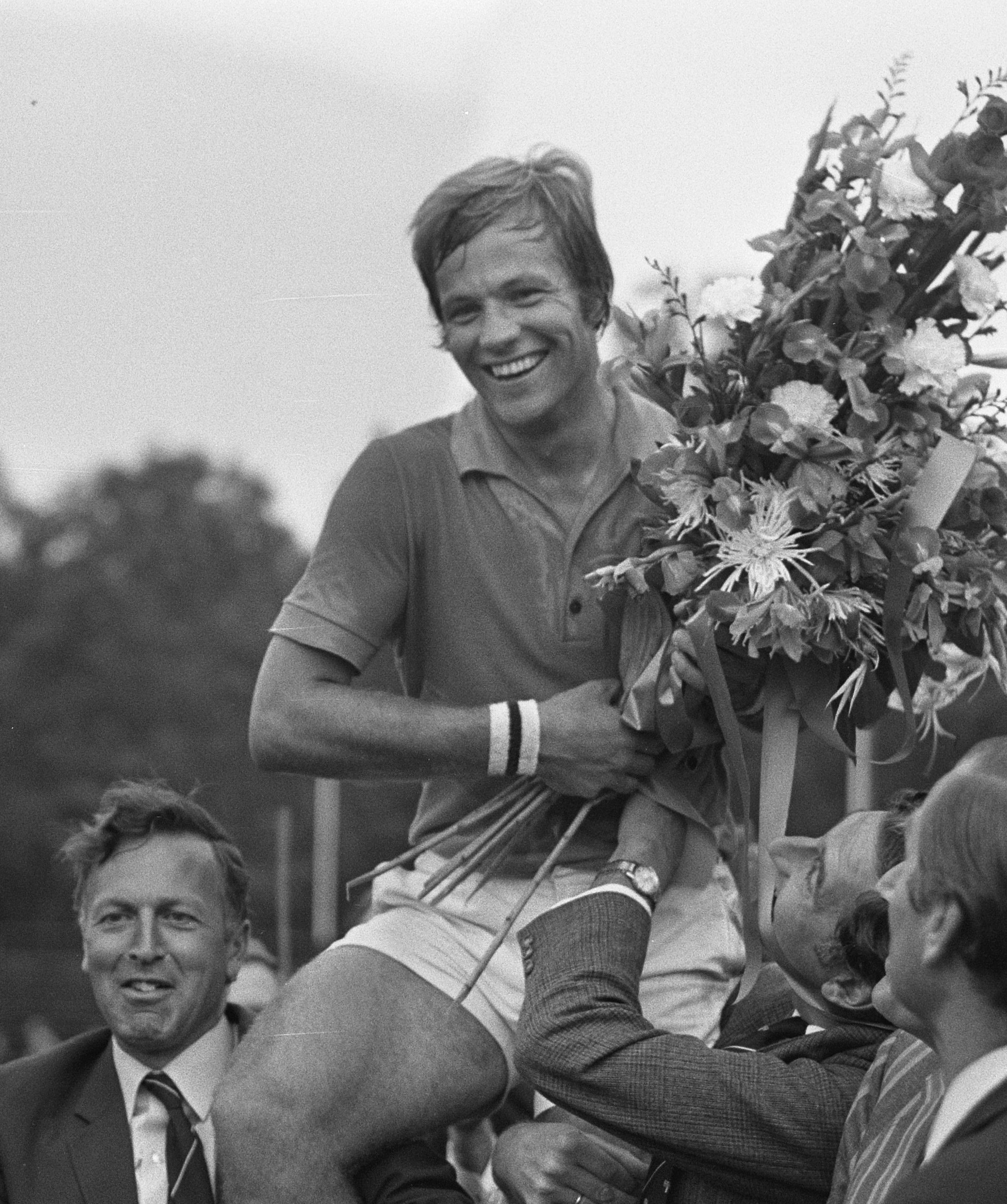
Frans Spits (1973)

Frans Gerhard Spits (* 13. Juni 1946 in Amsterdam) ist ein ehemaliger niederländischer Hockeyspieler, der 1973 Weltmeister sowie 1970 Europameisterschaftszweiter und 1974 Europameisterschaftsdritter war.

## Sportliche Karriere
Der 1,77 m große Stürmer absolvierte von 1965 bis 1974 insgesamt 121 Länderspiele für die niederländische Nationalmannschaft, in denen er 20 Tore erzielte.
Bei den Olympischen Spielen 1968 in Mexiko-Stadt war Frans Spits in acht von neun Spielen dabei und erzielte einen Treffer gegen Neuseeland. Mit dem 3:1-Sieg über Neuseeland erreichten die Niederländer das Spiel um den fünften Platz, das sie nach Verlängerung mit 1:0 gegen die spanische Mannschaft gewannen. 1970 fand in Brüssel die erste Europameisterschaft statt. Die Niederlande gewannen ihre Vorrundengruppe und besiegten im Viertelfinale die Polen. Mit einem 2:0 gegen Spanien erreichten die Niederländer das Finale, das sie mit 1:3 gegen die deutsche Mannschaft verloren. Frans Spits erzielte im Finale das einzige Tor für die Niederländer. Im Oktober 1971 wurde in Barcelona die erste Weltmeisterschaft ausgetragen. Die Niederländer belegten den sechsten Platz.
Bei den Olympischen Spielen 1972 in München belegten die Niederländer in der Vorrunde den zweiten Platz hinter der indischen Mannschaft. Nach einer 0:3-Halbfinalniederlage gegen die Deutschen unterlagen die Niederländer im Spiel um Bronze den Indern mit 1:2. Spits erzielte in neun Spielen zwei Tore. Im Jahr darauf bei der Weltmeisterschaft 1973 in Amstelveen belegten die Niederländer in der Vorrunde den zweiten Platz hinter der Mannschaft Pakistans. Im Halbfinale gegen die deutsche Mannschaft gewannen die Niederländer genauso im Siebenmeterschießen wie im Finale gegen die Inder. Sein letztes internationales Turnier bestritt Frans Spits 1974 bei der Europameisterschaft in Madrid. Die Niederländer verloren im Halbfinale gegen die Spanier, das Spiel um den dritten Platz gewannen sie gegen das englische Team. Im Oktober 1974 bestritt Frans Spits sein letztes Länderspiel.
Frans Spits spielte für den Amsterdamsche Hockey & Bandy Club, mit dem er auch niederländischer Meister war. Sein Bruder Nico Spits gehörte 1973 ebenfalls zum Weltmeisterteam.